# 1111 Reinmuthia
1111 Reinmuthia је астероид главног астероидног појаса чија средња удаљеност од Сунца износи 2,996 астрономских јединица (АЈ).
Апсолутна магнитуда астероида је 10,67 а геометријски албедо 0,037.